# Strikeforce: Carano vs. Cyborg
Strikeforce: Carano vs. Cyborg（ストライクフォース：カラーノ・ヴァーサス・サイボーグ）は、アメリカ合衆国の総合格闘技団体「Strikeforce」の大会の一つ。2009年8月15日、カリフォルニア州サンノゼのHPパビリオンで開催された。
本大会では、ギルバート・メレンデスと石田光洋によるライト級暫定タイトルマッチ、ゲガール・ムサシとレナート・ババルによるライトヘビー級タイトルマッチ、ジーナ・カラーノとクリスチャン・サイボーグによる女子145ポンド級（-66kg）王座決定戦の、3大タイトルマッチが行われた。

## 大会概要
第7試合ではメレンデスが石田をTKOで降し、やれんのか! 大晦日! 2007での敗戦のリベンジを果たすとともに、ライト級暫定王座の防衛に成功した。第8試合では挑戦者のムサシが王者ババルをKOで破り、第3代ライトヘビー級王者となった。
メインイベントの第9試合では、サイボーグがカラーノに1ラウンドでTKO勝ちし、女子145ポンド級の初代王座を獲得した。
元IFL世界ウェルター級王者ジェイ・ヒエロン、キャリア7戦全勝のジーナ・カラーノがStrikeforceデビュー。

## 試合結果

### プレリミナリィカード
第1試合 ライト級 5分3R
○  アレックス・トレヴィーノ vs.  イザイア・ヒル ×
1R 3:56 V1アームロック
第2試合 ウェルター級 5分3R
○  ジェームス・テリー vs.  ザック・ブシア ×
1R 1:23 TKO（レフェリーストップ：右ハイキック→パウンド）
第3試合 ライト級 5分3R
○  ジャスティン・ウィルコックス vs.  デビッド・ダグラス ×
3R 3:16 チョークスリーパー
第4試合 ライトヘビー級 5分3R
○  スコット・ライティ vs.  マイク・クック ×
1R 2:05 TKO（レフェリーストップ：左ボディブロー）
第5試合 ウェルター級 5分3R
○  ジェイ・ヒエロン vs.  ジェシー・テイラー ×
3R終了 判定3-0（30-27、30-27、30-27）

### メインカード
第6試合 ヘビー級 5分3R
○  ファブリシオ・ヴェウドゥム vs.  マイク・カイル ×
1R 1:24 ギロチンチョーク
第7試合 Strikeforce世界ライト級暫定タイトルマッチ 5分5R
○  ギルバート・メレンデス vs.  石田光洋 ×
3R 3:56 TKO（レフェリーストップ：パウンド）
※メレンデスが王座の初防衛に成功。
第8試合 Strikeforce世界ライトヘビー級タイトルマッチ 5分5R
○  ゲガール・ムサシ vs.  レナート・ババル ×
1R 1:00 KO（パウンド）
※ムサシが王座獲得に成功。
第9試合 Strikeforce女子145ポンド級王座決定戦 5分5R
○  クリスチャン・サイボーグ vs.  ジーナ・カラーノ ×
1R 4:59 TKO（レフェリーストップ：パウンド）
※サイボーグが王座獲得に成功。